# Coelichneumon caroni
Coelichneumon caroni är en stekelart som beskrevs av Heinrich 1934. Coelichneumon caroni ingår i släktet Coelichneumon och familjen brokparasitsteklar. Inga underarter finns listade i Catalogue of Life.